# Bryobia caricae
Bryobia caricae är en spindeldjursart som beskrevs av Hatzinikolis och Emmanouel 1991. Bryobia caricae ingår i släktet Bryobia och familjen Tetranychidae. Inga underarter finns listade.